# Riemannsfären

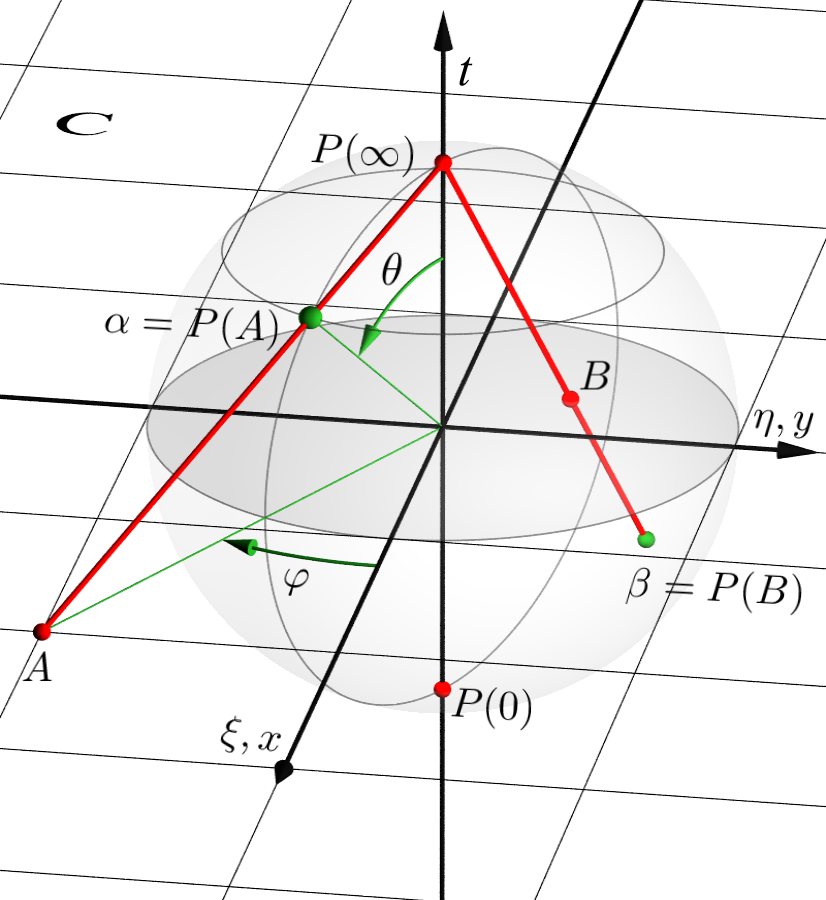
Figur 1: Projektion av ett komplext tal på en punkt på riemannsfären. Punkten är punkten (0, 0, 1) på enhetssfären och de sfäriska koordinaterna för P(A) är. Det komplexa talet B:s absolutbelopp är < 1 och avbildas därför på riemannssfärens undre halva. Det komplexa talplanets origo avbildas i P(0)

Riemannsfären är ett matematiskt hjälpmedel för att utöka det komplexa talplanet till att även innefatta en oändlighet.
Sfären kan visualiseras som enhetssfären placerad i det komplexa talplanet och med dess centrum i origo. Punkterna på riemannsfären har en bijektiv avbildning på det komplexa talplanet. Om en rät linje dras från punkten (0, 0, 1) till punkten A i det komplexa talplanet, är punktens avbildning P(A) linjens skärningspunkt med enhetssfären; se figur 1, där de sfäriska koordinaterna för avbildningen P(A) är (1, θ, φ).
Alla punkter i talplanet kan entydigt avbildas på riemannsfären och omvänt, med undantag av punkten (0, 0, 1) som inte har en avbildning på det komplexa talplanet. En punkt i talplanet som förflyttar sig bort från origo, oavsett i vilken riktning, kommer att ha en avbildning på sfären som närmar sig punkten (0, 0, 1). Ju längre bort från origo punkten är, desto närmare punkten (0, 0, 1) hamnar avbildningen på riemannsfären.
Det utvidgade komplexa talplanet ℂ’ kan tänkas uppdelat i två områden. Ett område utgörs av enhetscirkeln och alla komplexa tal som befinner sig innanför denna avbildas på riemannsfärens undre halva och övriga komplexa tal avbildas på dess övre. Det komplexa talet B i figur 1 ligger inom enhetscirkeln i det komplexa talplanet och avbildas därför på riemannssfärens undre halva. Punkten (0, 0, 0) (det komplexa talplanets origo) avbildas i P(0).

## Koordinater
Riemannsfären kan tolkas som enhetssfären
{\displaystyle S=\{(\xi ,\,\eta ,\,t)\,\ni \mathbb {R^{3}} :\ \xi ^{2}\,+\,\eta ^{2}\,+\,t^{2}=1\}}
tillsammans med det komplexa talplanet ℂ med uteslutande av punkten (0, 0, 1). Varje punkt {{{1}}} i ℂ korresponderar mot en punkt ψ(ξ, η, t) på S. De analytiska sambanden är
{\displaystyle \xi +\mathrm {i} \eta ={\frac {2z}{|z|^{2}+1}},\quad t={\frac {|z|^{2}-1}{|z|^{2}+1}},\quad z={\frac {\xi +\mathrm {i} \eta }{1-t}}}

## Räkneregler med noll och oändligheten
Låt z vara ett komplext tal skilt från noll och oändligheten och låt ∞ representera oändlighetspunkten. Då gäller sambanden
| multiplikation                                 | addition/subtraktion                      | division                            | potens |
| ---------------------------------------------- | ----------------------------------------- | ----------------------------------- | --- |
| {\displaystyle 0\cdot 0=0\,}                   | {\displaystyle 0+0=0\,}                   |                                     | |
| {\displaystyle 0\cdot z=0\,}                   | {\displaystyle 0+z=z\,}                   | {\displaystyle 0/z=0\,}             | {\displaystyle 0^{z}=0\,}                                                                                          |
|                                                | {\displaystyle 0+\infty =\infty \,}       | {\displaystyle 0/\infty =0\,}       | {\displaystyle 0^{\infty }=0\,}                                                                                    |
| {\displaystyle z\cdot 0=0\,}                   | {\displaystyle z+0=z\,}                   | {\displaystyle z/0=\infty \,}       | {\displaystyle z^{0}=1\,}                                                                                          |
| {\displaystyle z\cdot z=z^{2}\,}               | {\displaystyle z+z=2z\,}                  | {\displaystyle z/z=1\,}             | {\displaystyle z^{z}=z^{z}\,}                                                                                      |
| {\displaystyle z\cdot \infty =\infty \,}       | {\displaystyle z+\infty =\infty \,}       | {\displaystyle z/\infty =0\,}       | {\displaystyle z^{\infty }={\begin{cases}0~~\mathrm {om} ~~\|z\|<1\\\infty ~~\mathrm {om} ~~\|z\|>1\end{cases}}\,} |
|                                                | {\displaystyle \infty +0=\infty \,}       | {\displaystyle \infty /0=\infty \,} | |
| {\displaystyle \infty \cdot z=\infty \,}       | {\displaystyle \infty +z=\infty \,}       | {\displaystyle \infty /z=\infty \,} | |
| {\displaystyle \infty \cdot \infty =\infty \,} | {\displaystyle \infty +\infty =\infty \,} |                                     | |

Dessa uttryck är dock odefinierade:
{\displaystyle 0/0,~~0^{0},~~0\cdot \infty ,~~\infty \cdot 0,~~\infty ^{0},~~\infty ^{z},~~\infty /\infty ,~~\infty ^{\infty }}